# Antonio Tempesta
Antonio Tempesta, född 1555 i Florens, död 5 augusti 1630 i Rom, var en italiensk konstnär och gravör. Han var elev till Jan van der Straet. Tempesta publicerade år 1593 en graverad vy över Rom, Urbis Romae Prospectus.

## Verk (urval)
- Altaruppsaten (assistans) – Cappella Paolina, Santa Maria Maggiore[1]
- I Trionfi – Casino dell'Aurora[2]
- Scener ur den helige Laurentius liv – Cappella di Sant'Antonio / Cappella Bacelli, San Giovanni dei Fiorentini
- Barnamorden i Betlehem – Santo Stefano Rotondo
- De heliga Primus och Felicianus martyrium – Santo Stefano Rotondo
- De heliga Primus och Felicianus begravning – Santo Stefano Rotondo

## Bilder

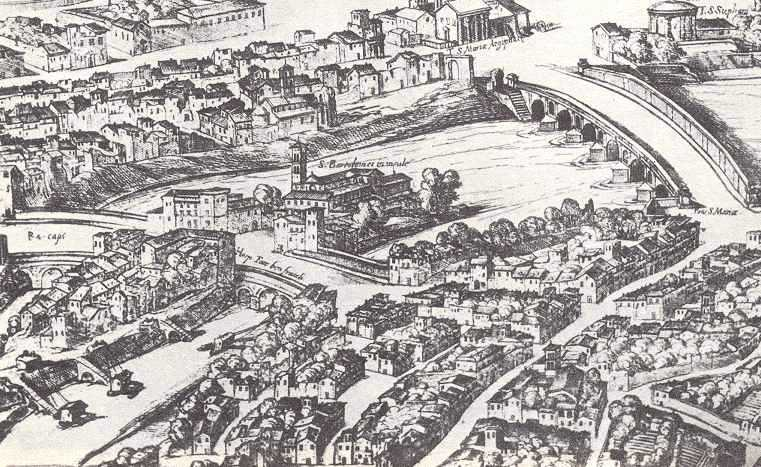
Urbis Romae Prospectus (1593; detalj). I mitten Tiberön, i bildens övre högra hörn Hercules Victors tempel.
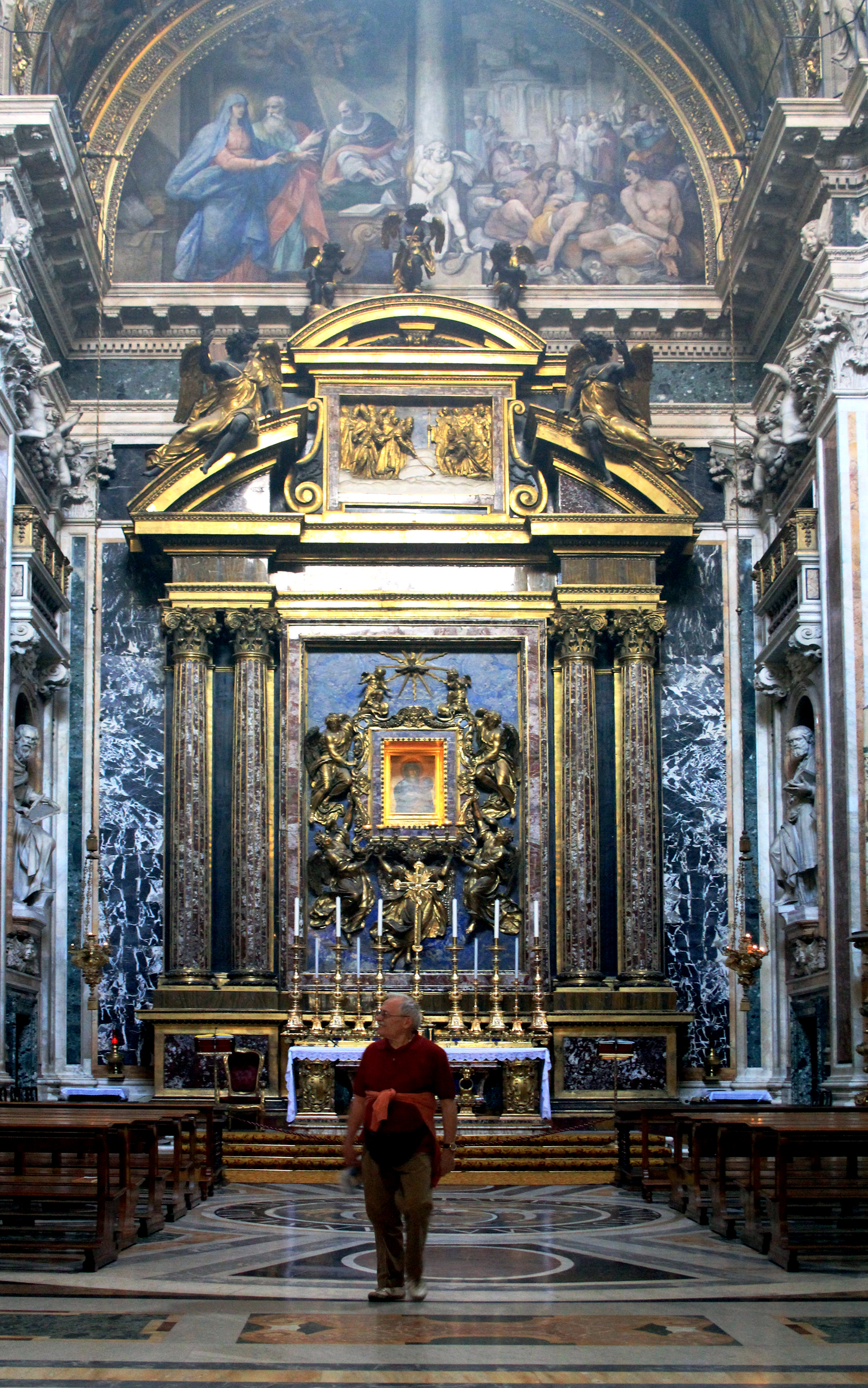
Altaruppsatsen i Cappella Paolina i Santa Maria Maggiore.
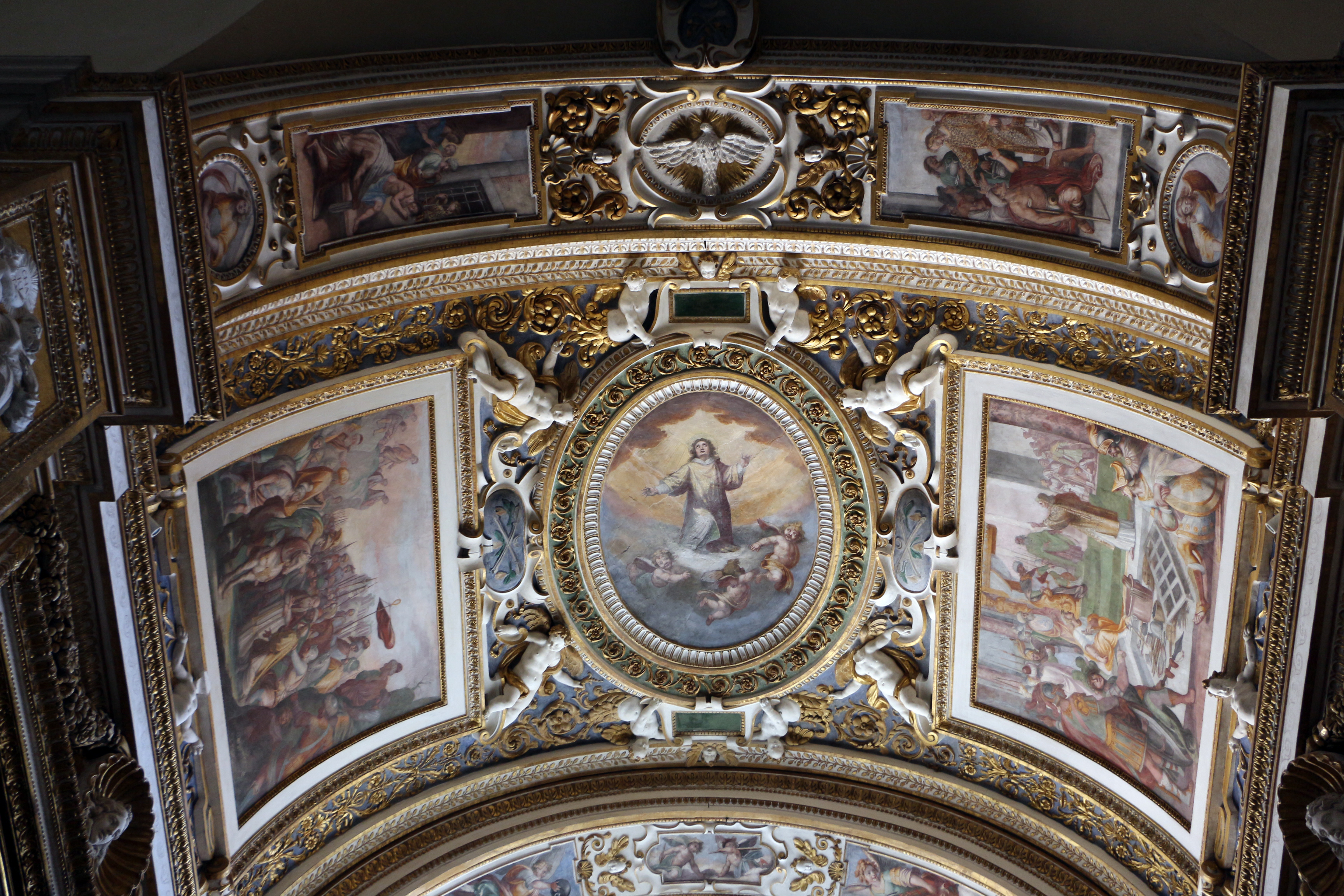
Scener ur den helige Laurentius liv.
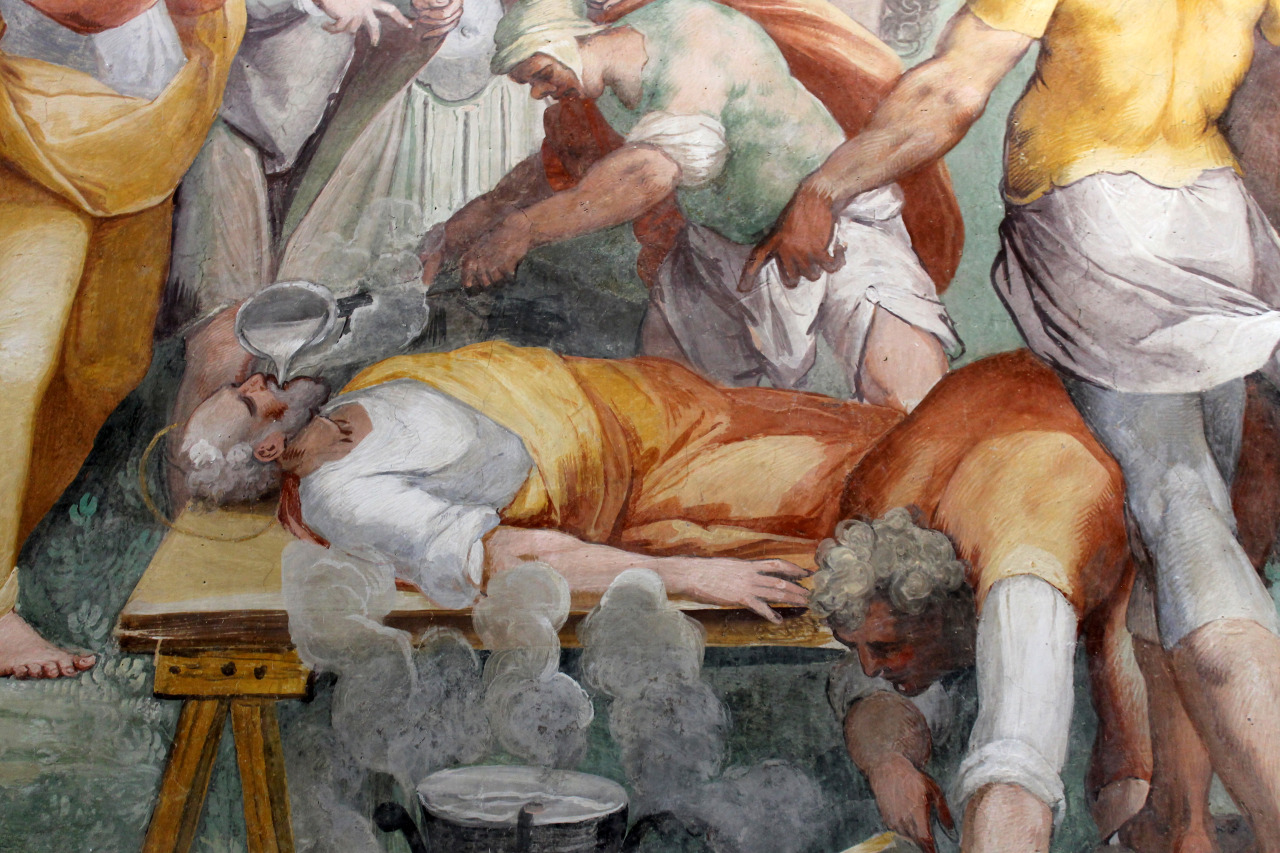
Den helige Primus martyrium.
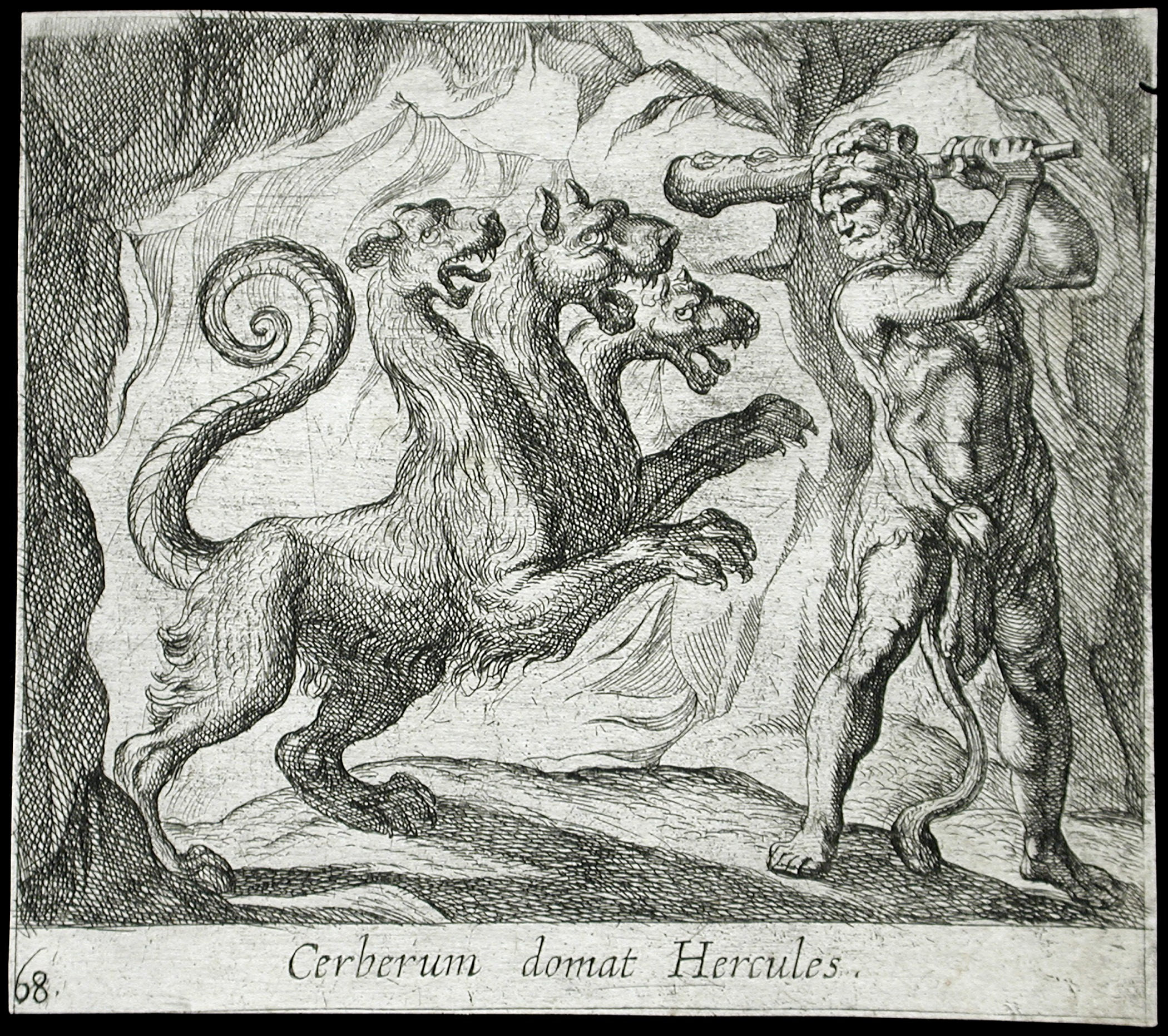
Kerberos och Heracles. Etsning av Antonio Tempesta ca 1600.